# Убийство Даниэля Замудио
Даниэль Замудио (исп. Daniel Zamudio) (1987—2012) — молодой чилиец, убитый группой неонацистов в парке города Сантьяго в марте 2012 года. Преступление вызвало широкий общественный резонанс в Чили и ускорило принятие парламентом страны закона о преступлениях на почве ненависти к ЛГБТ.

## Убийство
По словам родителей убитого парня, он и раньше подвергался насилию из-за сексуальной ориентации.
3 марта 2012 года на Даниэля Замудио напали и жестоко избивали на протяжении шести часов. Он был доставлен в госпиталь Сантьяго с черепно-мозговой травмой, переломом ноги и порезами на животе, похожими на свастику. В разных частях тела были обнаружены ожоги от сигарет. От полученных травм молодой человек скончался через 25 дней в госпитале Сантьяго.

## Последствия
После смерти Замудио, президент Чили Себастьян Пиньера призвал парламент ускорить принятие закона о преступлениях на почве ненависти, проект которого в течение семи лет пылился в Конгрессе.
Принятию этого акта активно препятствовали представители некоторых церквей, которые утверждали, что закон мог дать зелёный свет легализации однополых браков.
Однако в июле 2012 года закон был принят, подписан Президентом и вступил в силу.